# سونا ییلدیز اوغلو
سونا ییلدیز اوغلو (انگلیسی: Suna Yıldızoğlu؛ زادهٔ ۲۶ فوریهٔ ۱۹۵۵) بازیگر اهل ترکیه است. وی از سال ۱۹۷۷ میلادی تاکنون مشغول فعالیت بوده‌است.